# Hexomyza halimodendronis
Hexomyza halimodendronis är en tvåvingeart som beskrevs av Zlobin 1998. Hexomyza halimodendronis ingår i släktet Hexomyza och familjen minerarflugor.
Artens utbredningsområde är Armenien. Inga underarter finns listade i Catalogue of Life.